# Епсилон
Помилка Lua у Модуль:Navbar у рядку 61: Неприпустима назва {{subst:PAGENAME}}.
Е́псилон (велика Ε, мала ε; існує також написання малої літери, подібне до написання української літери є, — ϵ; грец. Έψιλον) — п'ята літера грецької абетки, в системі грецьких чисел, має значення 5.
У TeX:
- \epsilon позначає написання малої літери епсилон, подібне до української літери є, — {\displaystyle \epsilon };
- \varepsilon позначає типове написання малої літери епсилон — {\displaystyle \varepsilon }.

## Назва
У класичну добу назвою літери було εἶ ([êː]), але в Середньовіччі її змінили на ἒ ψιλόν («е просте»): для відрізнення від колишнього дифтонга αι, який збігся з нею у вимові.

## Історія
Походить від літери ге () фінікійського алфавіту. В архаїчному грецькому письмі її форма була ще близькою до фінікійської. Як інші грецькі літери, вона могла бути спрямована вліво чи вправо (), залежно від напрямку письма, так само як у фінікійській системі (горизонтальні риски повернуті в напрямку письма). В архаїчному написанні часто зберігалося подовження вертикальної риси злегка нижче нижньої горизонтальної риски. У класичний період, під впливом більш округлих («рукописних») стилів, форма спростилася до сучасної.

## Вимова
У той час як оригінальною вимовою фінікійської «ге» був звук [h], на грецьке фонетичне значення справив вплив голосний звук у назві літери, тому її стали використовувати для позначення фонеми /e/. Первісно (наприклад в аттичному діалекті середини I тис. до н. е.) літерою епсилон передавали не тільки короткий варіант /e/, але й довгий відкритий /ɛː/, і довгий закритий /eː/. Пізніше для передачі /ɛː/ узвичаїли літеру ета, а для /eː/ — диграф ει.

## Використовування
Поза грецьким письмом великий епсилон зазвичай не використовується: через його візуальну тотожність латинській E.

### Мала літера
- У лінгвістиці — позначення неогубленого голосного переднього ряду низько-середнього підняття
- В астрономії — п'ята (як правило) за яскравістю зоря в сузір'ї (позначення Байєра), а також позначення найкраще видимого кільця Урана
- У математиці — позначення наперед заданої малої величини ({\displaystyle \forall \varepsilon }…), символа Леві-Чивіти, а також дуальних чисел

## У культурі
- У романі О. Гакслі «Прекрасний новий світ» найнижча каста людей майбутнього названа «епсилонами».